# Nojimaia nipponica
Nojimaia nipponica is een spinnensoort in de taxonomische indeling van de kogelspinnen (Theridiidae).
Het dier behoort tot het geslacht Nojimaia. De wetenschappelijke naam van de soort werd voor het eerst geldig gepubliceerd in 2009 door Hajime Yoshida.